# Hrabstwo Huron (Ontario)
Hrabstwo Huron (ang. Huron County) – jednostka administracyjna kanadyjskiej prowincji Ontario leżąca na południu prowincji.
Hrabstwo ma 59 325 mieszkańców. Język angielski jest językiem ojczystym dla 91,1%, francuski dla 0,7% mieszkańców (2006).
W skład hrabstwa wchodzą:
- kanton Ashfield-Colborne-Wawanosh
- gmina Bluewater
- gmina Central Huron
- miasto (town) Goderich
- kanton Howick
- gmina Huron East
- gmina Morris-Turnberry
- kanton North Huron
- gmina South Huron